# Milmarcos
Milmarcos település Spanyolországban, Guadalajara tartományban. Milmarcos Algar de Mesa, Calmarza, Campillo de Aragón, Fuentelsaz és Tartanedo községekkel határos. Lakosainak száma 70 fő (2024).

## Népesség
A település népessége az utóbbi években az alábbiak szerint változott:
| Lakosok száma | 111  | 125  | 109  | 112  | 114  | 90   | 85   | 73   | 73   | 70   |
|               | 2001 | 2004 | 2006 | 2009 | 2011 | 2014 | 2016 | 2019 | 2021 | 2024 |